# Agasias, filho de Menófilo
Agasias (em grego clássico: Άγασίας), filho de Menófilo, foi um escultor grego de Éfeso, do século I a.C., que exerceu a sua arte em Delos, enquanto a ilha estava sob a influência romana.

## Biografia
Agasias era filho do escultor Menófilo de Éfeso e neto de outro Agasias. Foi provavelmente um parente mais velho do escultor de mesmo nome Agasias, que teve o mesmo período criativo entre 110 e 60 a.C. Assim como seu pai, Agasias trabalhou principalmente em Delos. Ali criou, por encomenda dos romanos, que eram os comerciantes de Delos, várias estátuas.
Agasias foi ativo principalmente na primeira metade do século I a.C. Trabalhou principalmente na ilha de Delos, sobretudo com mármore. De suas obras, restam somente a estátua de um guerreiro gaulês ajoelhado descoberta na ilha de Delos, atualmente no Museu Arqueológico Nacional de Atenas, e mais de dez assinaturas dos pedestais de suas obras não preservadas.

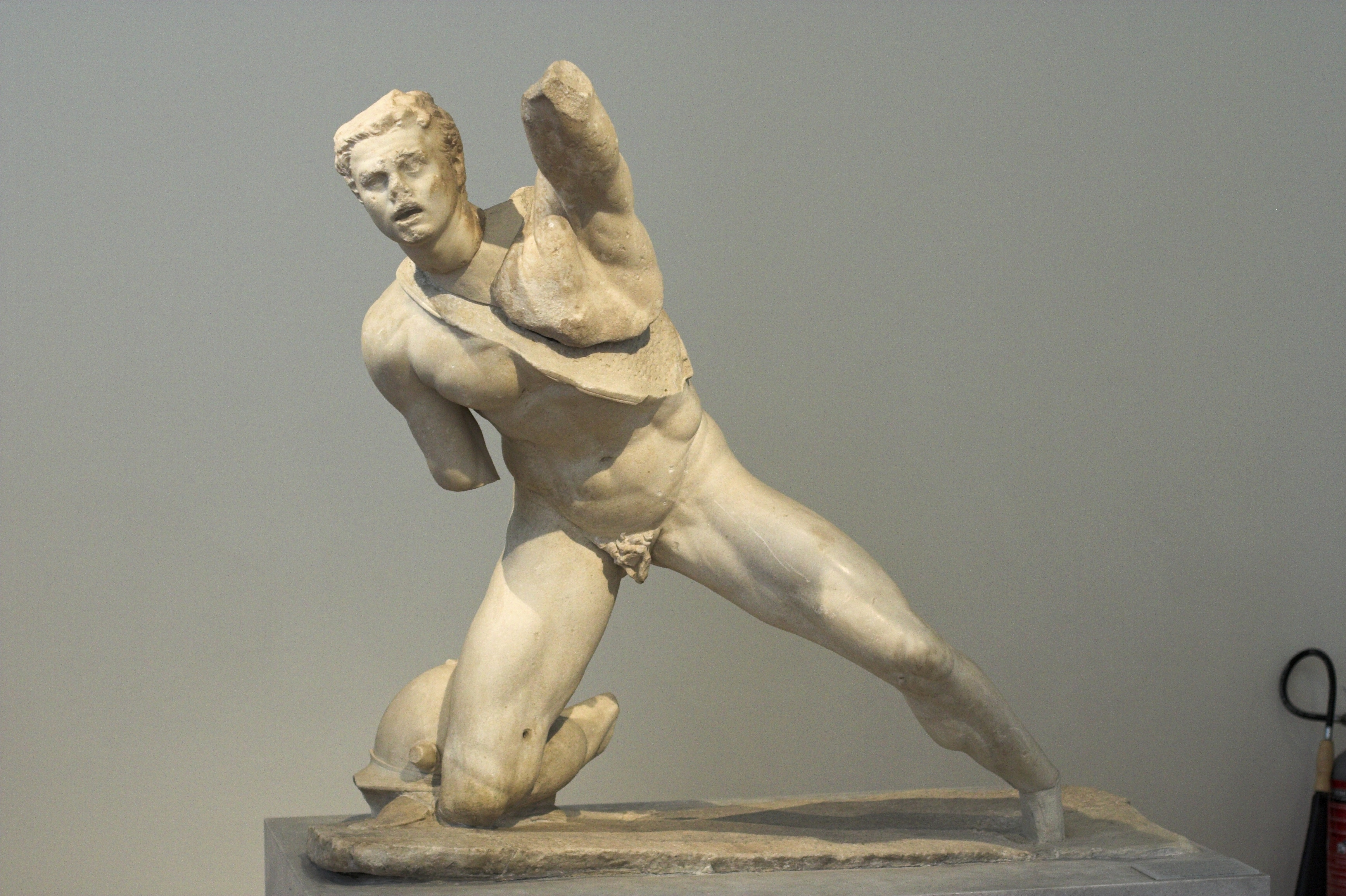
O Gaulês Ferido de Delos no Museu Arqueológico Nacional de Atenas

A estátua do guerreiro gaulês ajoelhado fazia parte de um monumento cuja decoração escultural retratava a luta contra os gauleses e estava localizada na ágora deleuziana dos itálicos. Outros fragmentos (pedestais encontrados) desse monumento também foram encontrados com a assinatura de Agasias. O guerreiro gaulês não tem a barba característica, portanto, trata-se de um jovem mostrado em uma posição em que provavelmente está ferido, mas ainda se defendendo com tenacidade. Ele foi representado de forma muito expressiva, e sua careta um tanto patética não nega certos elementos característicos das estátuas de gauleses moribundos do escultor de Pérgamo, Epígono, do século III a.C. Não se exclui aqui alguma influência estilística. No entanto, o jovem gaulês ajoelhado fazia parte de um monumento que não tinha nada a ver com os eventos históricos da luta com os gauleses da Ásia Menor, mas representava a luta entre os gauleses e os romanos no continente europeu.
Agasias também criou pelo menos 14 estátuas de dignitários romanos: do cônsul do ano 88 a.C., Quinto Pompeu Rufo, do legado Caio Bilieno (a estátua de Caio Bilieno foi danificada durante as Guerras Mitridáticas e depois restaurada pelo escultor Aristandros de Paros) e de Caio Mário.
Para o santuário de Posídon e o anfiteatro em Tinos, Agasias criou dois grupos em bronze. Eles mostram a luta de Eros com Anteros, na presença de Nice. É possível que esta seja uma das primeiras obras do artista. Os dois grupos foram colocados diante do grande altar do santuário. Os traços do bronze sugerem, que ambos os grupos eram equivalentes conceitualmente. A inscrição dedicatória cita o nome do escultor e também o encomendante da obra, Públio Servílio Vácia Isáurico, procônsul da província da Ásia, em 46 a.C.